# Grube Alte Hoffnung (Breitscheidt)
Die Grube Alte Hoffnung war eine Eisenerzgrube bei Breitscheidt in der  Verbandsgemeinde Hamm an der Sieg im Landkreis Altenkirchen in Rheinland-Pfalz. Die Grube lag  westlich von Breitscheidt und war eine eher unbedeutende Grube im Siegerländer Erzrevier. Abgebaut wurde Eisenerz und in geringen Mengen Kupferkies.

## Geschichte
Die beiden Erzvorkommen Alte Hoffnung und Tränke wurden durch gemeinsame Grubenbaue erschlossen. Überliefert ist eine erste Betriebsperiode zwischen 1772 und 1780.
Es existierten zwei Hochbausohlen (Stollen) in Breitscheidt, später wurde aus dem Seelbachtal auf 150 m Höhe ein tiefer Stollen (Lage) in südlicher Richtung angesetzt und über einen heute verfüllten Maschinenschacht (200 m, Lage) eine 80 m einbringende Tiefbausohle erschlossen. Das teilweise zugemauerte Stollenmundloch mit Wasserauslauf befindet sich heute auf einem Betriebsgelände im Mühlental.
Erneuter Abbau fand beginnend 1880 bis zu einem stärkeren Wassereinbruch 1881 statt. Das Erzvorkommen wurde nicht vollständig abgebaut.

### Gangmittel
Die Grube Alte Hoffnung/Tränke lag im Bereich des Gangzuges Beul-Fürthen.
Der Gang Alte Hoffnung strich WNW und fiel nach Süden ein. Der südliche Tränke-Gang strich in Nord-Süd-Richtung und fiel nahezu senkrecht ein.
Diese Gänge waren auf 200 m (Tränke) und 300 m (Alte Hoffnung) erschlossen.
Die Mächtigkeit der beiden Gänge betrug bis zu 5 m.

### Nachfolgenutzung
2010 wurde zur Abschätzung von geothermischen Nutzungsmöglichkeiten der Ausfluss der Grubenwässer aus dem Tiefen Stollen untersucht.